# 1902 en Ontario
Chronologie de l'Ontario
- 1898
- 1899
- 1900
- 1901
- 1902
- 1903
- 1904
- 1905
- 1906

Cette page concerne des événements d'actualité qui se sont produits durant l'année 1902 dans la province canadienne de l'Ontario.

## Politique
- Premier ministre : George William Ross (Parti libéral)
- Chef de l'Opposition: James Whitney (Parti conservateur).
- Lieutenant-gouverneur: Oliver Mowat
- Législature: 9e (en) puis 10e (en)

## Événements

### Janvier
- 15 janvier : lors des cinq élections partielles fédérales, les libéraux Archibald Campbell (en) et William Harty (en) remportent dans York-Ouest et Kingston et les conservateurs Melzar Avery (en), Robert Beith (en) et Edward Guss Porter (en) remportent dans Addington, Durham-Ouest et Hastings-Ouest.

### Mai
- 29 mai : les libéraux de George William Ross remportent l'élection générale (en) pour un neuvième mandat majoritaire, tandis que les conservateurs de James Whitney continuent de former l'opposition officielle avec 48 sièges. Margaret Haile (en) de la Ligue socialiste canadienne (en) et première femme à être candidate en Ontario et au Canada et à se lancer en politique au pays n'a pas réussi à être élue députée de Toronto-Nord (en) et se trouve en troisième place avec 74 votes.

### Juillet
- 23 juillet : le député libéral fédéral de Grey-Nord Edward Henry Horsey (en) est décédé en fonction lors de son accident de travail à l'âge de 35 ans.

### Novembre
- 18 novembre : le député libéral-conservateur fédéral de l'Ontario-Nord Angus McLeod (en) est décédé en fonction lors de son voyage d'affaires en Colombie-Britannique à l'âge de 45 ans.

## Naissances
- 19 juin : Guy Lombardo, violoniste et chef d'orchestre († 5 novembre 1977).
- 15 juillet : Donald Grant Creighton, historien († 19 décembre 1979).
- 21 septembre : Howie Morenz, joueur de hockey sur glace († 8 mars 1937).
- 21 novembre : Foster Hewitt, pionnier de la radio († 21 avril 1985).

## Décès
- 28 avril : Cyprien Tanguay, religieux et généalogiste (° 15 septembre 1819).
- 23 juillet : Edward Henry Horsey (en), député fédéral de Grey-Nord (1891-1902) (° 7 mars 1867).
- 10 août : James McMillan (en), sénateur de Michigan (1889-1902) (° 10 août 1838).
- 18 novembre : Angus McLeod (en), député fédéral de l'Ontario-Nord (1900-1902) (° 5 février 1857).